# Wikitravel
Wikitravel – portal internetowy poświęcony turystyce, działający przy pomocy mechanizmu wiki. Projekt otwartego, kompletnego i zawsze aktualnego przewodnika dla turystów, budowany jest przez zainteresowanych turystów z całego świata, którzy gromadzą w przewodniku swoją wiedzę i doświadczenia.
Wikitravel został zapoczątkowany w lipcu 2003, zainspirowany sukcesami Wikipedii. Leżącą u jego podstaw techniką jest oprogramowanie MediaWiki, sterujące też Wikipedią. Wikitravel wykorzystuje podobnie jak obecnie i Wikipedia licencję Creative Commons Attribution ShareAlike.
Wikitravel jest projektem wielojęzycznym, dostępnym w językach:
- angielski
- rumuński
- francuski
- niemiecki
- szwedzki
- polski (od 31 marca 2006)
- arabski
- kataloński
- esperanto
- fiński
- hebrajski
- hindi
- węgierski
- włoski
- japoński
- koreański
- niderlandzki
- portugalski
- rosyjski
- chiński

Na początku stycznia 2015 roku serwis Wikitravel zawierał ponad 99 600 haseł w części anglojęzycznej.